# 主动修改
主动修改是计算机编程中，在一项的值变化时，其依赖项的值随之变化的行为模式。与惰性求值（Lazy Evaluation，又译为惰性计算、懒惰求值）相对。
假设数据项A的值依赖于数据项B的值。即B的值发生变化将导致A的值的变化。主动修改是在B变化后立即修改A。被动修改或称惰性求值是在取A的值时才修改A。一个具体例子是对于GUI应用程序，子菜单项的内容列表依赖于程序的状态，可以在程序状态改变时立即修改子菜单的列表（主动修改），也可以在仅当菜单被调用时才修改（被动修改）。
另一个例子是：可以在底层数据改变时立即修改视觉显示，也可以仅在点击"redraw"按钮后修改。
事务处理中的直接修改与延迟修改也是这种例子。